# 阿拉伯街
阿拉伯街位於泰國首都曼谷，它的官方名稱為「素坤逸第三之一街 Sukhumvit Soi 3/1」，介乎素坤逸第三及第五街之間。這是一個以中東觀光旅客為主的地域，開設有許多阿拉伯餐廳及商店，毗鄰那那廣場的夜生活區及「Grace Hotel」，一些餐廳提供吸食水煙筒，商店出售昂貴的沉香木。

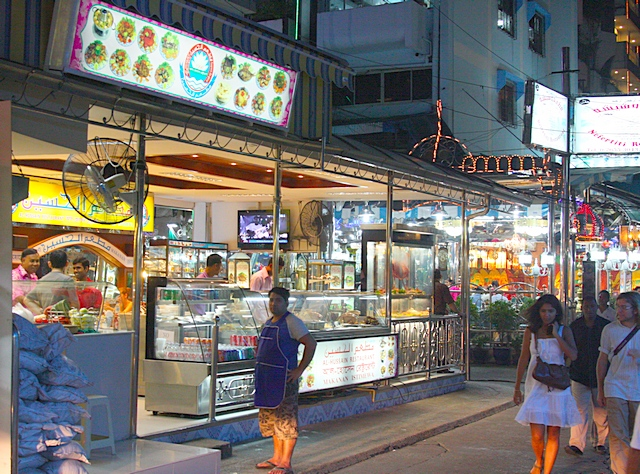
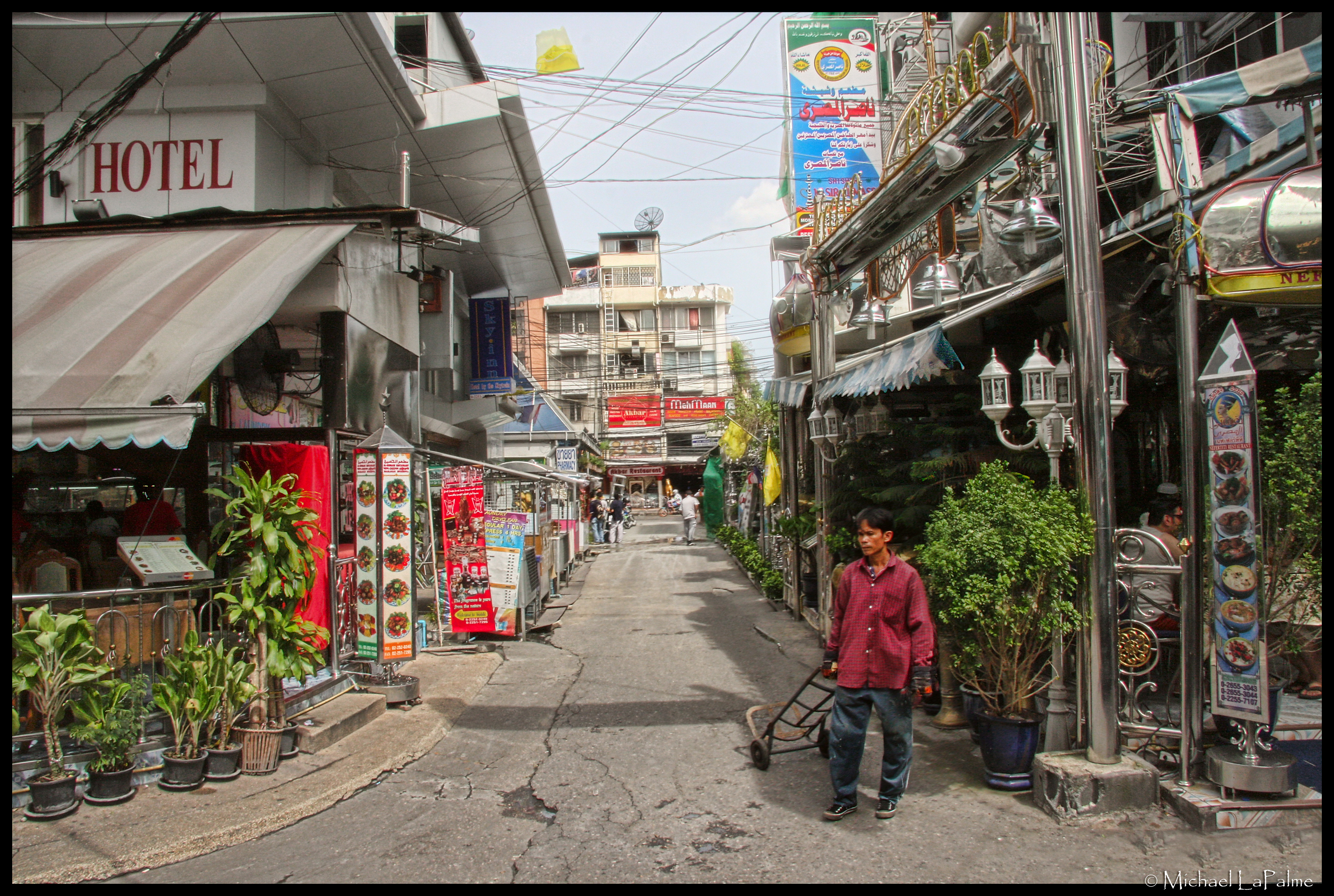
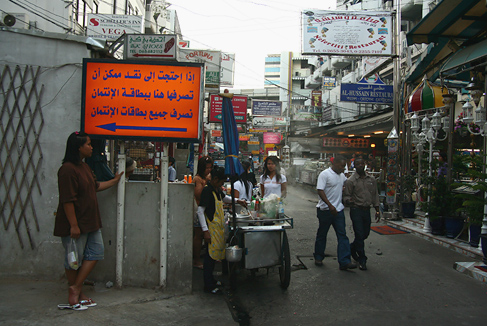

## 公共交通
- 曼谷集體運輸系統架空電車素坤逸線那那車站。

## 外部連結
- 曼谷集體運輸系統的官方網站
- Grace旅社的官方網站 （页面存档备份，存于）

13°44′33″N 100°33′12.80″E / 13.74250°N 100.5535556°E